# Loïc Poujol
Loïc Gabriel Poujol (ur. 27 lutego 1989 w Rodez) – francuski piłkarz grający na pozycji środkowego obrońcy.

## Kariera klubowa
Poujol rozpoczynał karierę w sezonie 2009/2010 w pierwszoligowym zespole FC Sochaux-Montbéliard. W Ligue 1 zadebiutował 8 sierpnia 2009 w wygranym 1:0 meczu z AJ Auxerre, zaś 13 maja 2012 w wygranym 3:1 spotkaniu z SM Caen strzelił swojego pierwszego gola w tych rozgrywkach. Zawodnikiem Sochaux był do końca sezonu 2013/2014. Następnie odszedł do trzecioligowego klubu Paris FC, z którym w debiutanckim sezonie awansował do Ligue 2.
W 2016 roku został zawodnikiem czwartoligowego zespołu Rodez AF. W sezonie 2016/2017 awansował z nim do trzeciej ligi, a dwa sezony później – do drugiej.
| Sezon   | Klub                   | Kraj    | Rozgrywki            | Mecze | Bramki |
| ------- | ---------------------- | ------- | -------------------- | ----- | ------ |
| 2009/10 | FC Sochaux-Montbéliard | Francja | Ligue 1              | 16    | 0      |
| 2010/11 | FC Sochaux-Montbéliard | Francja | Ligue 1              | 7     | 0      |
| 2011/12 | FC Sochaux-Montbéliard | Francja | Ligue 1              | 19    | 1      |
| 2012/13 | FC Sochaux-Montbéliard | Francja | Ligue 1              | 23    | 2      |
| 2013/14 | FC Sochaux-Montbéliard | Francja | Ligue 1              | 4     | 0      |
| 2014/15 | Paris FC               | Francja | Championnat National | 30    | 0      |
| 2015/16 | Paris FC               | Francja | Ligue 2              | 5     | 0      |
| 2016/17 | Rodez AF               | Francja | CFA                  | 21    | 1      |
| 2017/18 | Rodez AF               | Francja | Championnat National | 21    | 2      |
| 2018/19 | Rodez AF               | Francja | Championnat National | 24    | 2      |
| 2019/20 | Rodez AF               | Francja | Ligue 2              |       |        |